# Pom Prap Sattru Phai
Pom Prap Sattru Phai (tiếng Thái: ป้อมปราบศัตรูพ่าย, phiên âm: Bom Bơ-láp Xát-tơ-lu Bai) là một trong 50 quận của thành phố Bangkok, Thái Lan. Các quận giáp ranh (từ phía bắc theo chiều kim đồng hồ) là: Dusit, Ratchathewi, Pathum Wan, Bang Rak, Samphanthawong và Phra Nakhon.

## Lịch sử
Pom Prap Sattru Phai là một quận cũ được thành lập năm 1915 sau khi hệ thống đơn vị hành chính cũ của Bangkok được thay thế bằng 25 amphoe. Sau đó, 2 trong 25 amphoe này là Sam Yod và Nang Loeng đã được sáp nhập vào Pom Prap Sattru Phai.
Tên quận này được đặt tên theo một pháo đài (Pom trong tiếng Thái) gần chợ Nang Loeng. Pháo đài này là một trong 8 pháo đài mới được xây dọc theo Khlong Phadung Krung Kasem trong thời vua Rama V.

## Các điểm tham quan

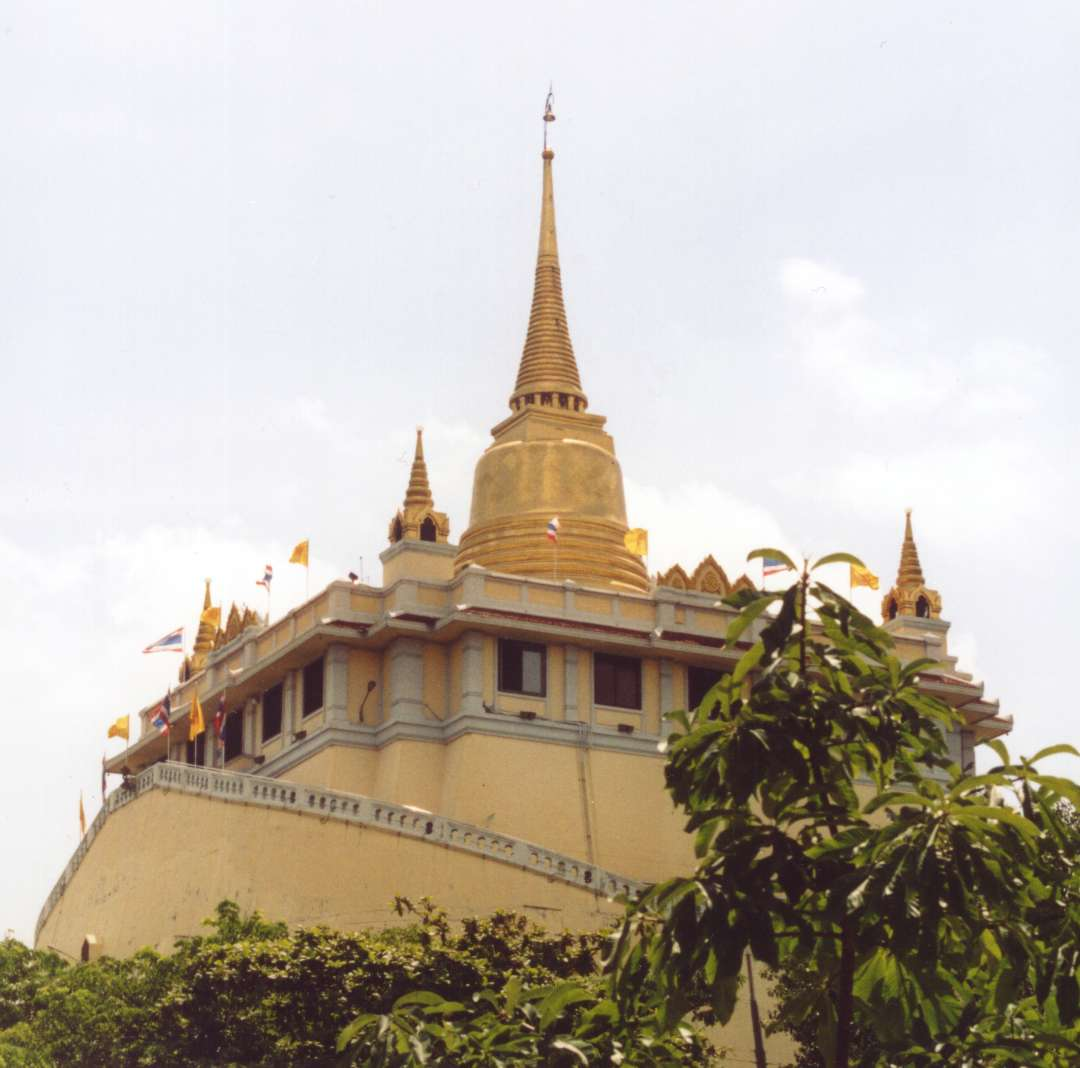
Núi Vàng

- Núi Vàng (ภูเขาทอง hay พระบรมบรรพต) bên trong Wat Saket (วัดสระเกศ) có lẽ là địa điểm nổi tiếng nhất ở Pom Prap Sattru Phai. Tổng chiều cao là 63,6 m, được tạo dựng bắt đầu từ thời vua Rama III và được hoàn thành dưới thời vua Rama V.
- Wat Mangkon Kamalawat (วัดมังกรกมลาวาส), hay Wat Leng Noei Yi (วัดเล่งเน่ยยี่), là một ngôi đền Đại thừa ở Phố Tàu Bangkok.
- Đền thờ Tai Hong Kong (ศาลเจ้าไต้ฮงกง) đền thờ của người Hoa thờ Tai Hong (1582-1670).
- Sân thi đấu box Thái Ratchadamnoen tổ chức môn box Thái, là một sân thay thế cho sân đấu đấm box Lumphini.

## Các đơn vị hành chính

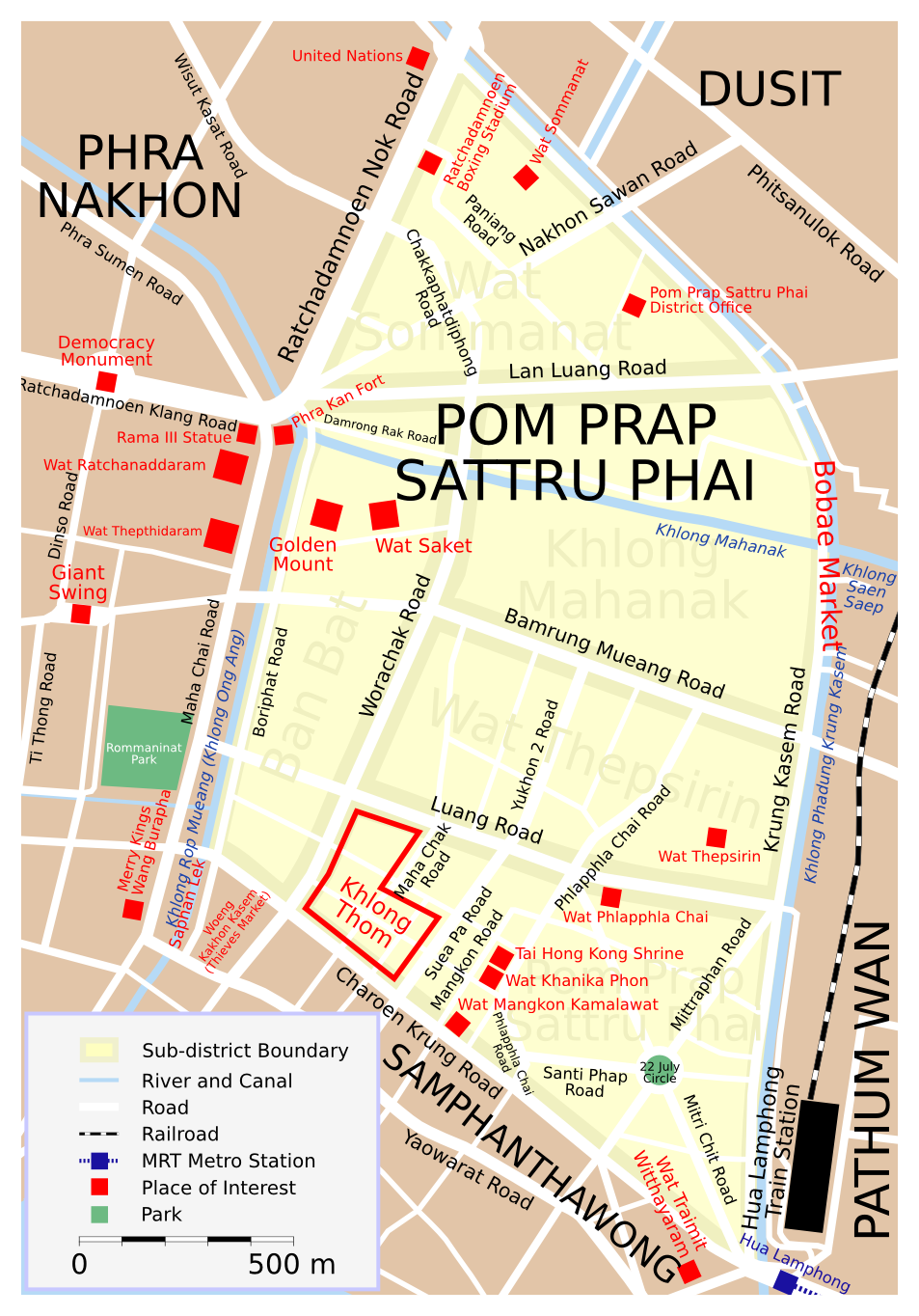
Bản đồ quận

Quận này được chia làm 5 phó quận (kwaeng).
| 1. | Pom Prap       | ป้อมปราบ    |
| 2. | Wat Thepsirin  | วัดเทพศิรินทร์ |
| 3. | Khlong Mahanak | คลองมหานาค |
| 4. | Ban Bat        | บ้านบาตร    |
| 5. | Wat Sommanat   | วัดโสมนัส    |